# Філіпув-Третій
Філіпув-Третій (пол. Filipów Trzeci) — село в Польщі, у гміні Філіпув Сувальського повіту Підляського воєводства.
У 1975-1998 роках село належало до Сувальського воєводства.